# Linea S45 (S-Bahn di Berlino)
La linea S45 è una delle 15 linee della rete della S-Bahn di Berlino. Ha un capolinea alla stazione dell'aeroporto di Berlino-Brandenburgo e l'altro a quella di Südkreuz. 
La linea è costituita da:
- un breve tratto del Berliner Außenring, aperto nel 1951 ed elettrificato nel 1983
- una piccola sezione del Güteraußenring aperto nei primi anni 1940 ed elettrificato nel 1983
- la linea Berlino-Görlitz, aperta nel 1866 ed elettrificata nel 1929
- la linea Baumschulenweg–Neukölln, aperta l'8 giugno 1896 ed elettrificata nel 1928
- il Ringbahn, completato nel 1877 ed elettrificato nel 1926.

Il servizio della linea S45 venne sospeso il 20 luglio 2009 e riattivato il 24 ottobre 2011.